# 피아노 삼중주를 위한 카카두 변주곡
《피아노 삼중주를 위한 카카두 변주곡》 또는 《카카두 변주곡》은 루트비히 판 베토벤에 의해 쓰인 "피아노 삼중주 - 벤첼 뮬러의 오페라 프라하의 자매들 중 나는 재단사 카카두 주제에 의한 열 개의 변주곡 사장조, 작품 번호 121a"에 부여된 별칭으로 베토벤의 마지막 피아노 삼중주 작품이다. 이 작품은 "피아노 삼중주 11번"이라고도 칭해진다. 참고로, 베토벤의 열두 개의 피아노 삼중주의 장르 일련번호는 표준화되어 있지 않다.

## 개요
뒤늦게 출판되었음에도 불구하고, 이 변주곡은 종종 초기 작품으로 묘사된다. 1803년경에 처음으로 작업된 것으로 추정되며, 향후 20년 동안 출판되지 않은 채로 남아 있었다. 첫 번째의 완전한 자필 악보는 1816년에 작성되었지만, 더 이른 작곡 날짜는 1803년에 베토벤의 동생 카스파로부터 온 서신에 이 변주곡을 설명하는 것처럼 보이는 내용이 있는 것으로 뒷받침되며, 또한, 작곡가 자신이 나중에 "내 초기 작품 중"이라고 설명했다는 사실에 의해 뒷받침된다.
그러나 베토벤에 관한 주요 권위자인 해설자 루이스 록우드는 이 변주곡이 더 복잡한 역사를 가지고 있다고 주장했다. 록우드는 1816년에 자필 악보가 서주의 중요한 개정을 포함하여 초기 초안의 실질적인 재작업을 반영한다고 제안했다. 1824년이 되어서야 출판되었기 때문에 베토벤은 출판 당시(디아벨리 변주곡, 장엄미사, 교항곡 9번 등 그의 위대한 작품을 제작하던 시기)에 추가의 수정을 했을 수도 있다. 이것에 대한 직접적인 증거는 다른 요소들 중에서도 변주곡 10에서 알레그레토 피날레로의 전환을 구성하는 사단조 이중 푸가의 극도로 정력적이고 엄격한 대위법의 형태가 나온다는 것이다. 이 이중 푸가는 테너 솔로를 "환희 ..."("Freude ..")의 재현부과 연결하는 교향곡 9번의 피날레와 디아벨리 변주곡의 끝부분에 있는 "헨델주의" 푸가, 이 두개를 모두 연상시킨다. 이러한 극히 촘촘하고 극적인 푸가 쓰기의 존재는 베토벤의 후기 스타일의 특징 중 하나이다.
록우드는 카카두 변주곡을 균질(均質)이 아닌 작품이라고 생각했다: "은혜와 아름다움의 많은 순간이 있지만, 스타일이나 스타일감의 진정한 통일성은 없다". 작품의 중심 부분은 베토벤 초기 스타일의 전형이지만, 서주와 최종 변주곡은 베토벤 후기의 특징인 성숙함과 깊이를 보여준다. 이 섹션의 복잡한 화성 진행과 대위법 패시지는 그의 더 젊은 작품보다 1816년의 베토벤 스타일에 더 가깝다. 록우드는 청소년기에 시작된 프로젝트의 후기 수정과 출판이 베토벤의 향수를 불러 일으키는 행위로 이해되어야 한다고 제안했다: "가장 어렵고 깊이 있는 음악 프로젝트에 깊이 관여한 노년의 작곡가는 어린 시절의 단순한 작품을 향수로 되돌아보고 그의 말년의 지혜와 천진난만함과 단순명쾌함의 균형을 맞추기에 충분한 복잡성으로 옷을 입혀 세상에 알리려고 합니다."

## 구조
작품은 전체 시간의 약 1/3 동안 지속되는 사단조의 엄숙한 아다지오의 서주로 시작된다. 최종적으로 등장한 주제 자체는 거의 희극적이다. 1794년에 빈에서 작곡된 벤첼 뮬러의 오페라 《프라하의 자매들》에서 가져온 간단하고 사소한 곡으로 베토벤의 생애 동안 인기가 있었다. 이 주제 뒤에는 열 개의 변주곡이 있으며, 그 중 처음의 여덟개는 전통적인 형식이다. 세 개의 악기 사이를 오갈 때 뮐러의 주제에 점점 더 화려한 장식이 이어진다. 아홉 번째 변주에서는 음악이 서주의 단조의 조성과 느린 템포로 돌아가고, 마지막 변주곡은 여러 에피소드의 대조적인 분위기와 템포가 있는 긴 악장이다. 서주와 마찬가지로 이 최종 변주곡은 베토벤이 그의 초기 작품에서 달성한 것 이상의 색채와 타협적 복잡성을 보여주고 있는데, 이는 그가 가장 성숙했던 시기에 수정된 내용을 반영했을 가능성이 높다.
작품은 약 17분에서 19분 정도의 연주 시간이 소요되며, 서주, 주제, 열 개의 변주곡, 코다로 구성된다.
- 서주. 아다지오 아사이 (사단조)
- 주제. 알레그레토 (사장조)
- 변주곡 1 (사장조)
- 변주곡 2 (사장조)
- 변주곡 3 (사장조)
- 변주곡 4 (사장조)
- 변주곡 5 (사장조)
- 변주곡 6 (사장조)
- 변주곡 7 (사장조)
- 변주곡 8 (사장조)
- 변주곡 9. 아다지오 에스프레시보 (사단조)
- 변주곡 10. 프레스토 (사장조)
- 코다. 알레그레토 (사장조)

## 참고 문헌
각주
1. ↑  Three years before the composer's death.
2. ↑  For example, the Piano Sonata Op. 101 and the Cello Sonatas Op. 102.

1. ↑  Lockwood 2000, 95–108쪽

출처
- Lockwood, Lewis (2000). 〈Beethoven's "Kakadu" variations: a study in paradox.〉.   Brubaker, Bruce; Gottlieb, Jane; Lateiner, Jacob. 《Pianist, scholar, connoisseur: essays in honor of Jacob Lateiner》. Pendragon Press. ISBN 978-1-57647-001-5.